# Cennis
Els cenni (en llatí Cenni, en grec antic Κέννοι) eren una tribu germànica que formava part de la confederació dels alamans esmentada per Dió Cassi.
Els romans hi van estar en guerra en temps de Caracal·la. Alguns autors pensen que podrien ser els mateixos que els cats, i altres els identifiquen amb els sènons (Senni), però no es pot assegurar res.